# Cnemidophyllum lineatum
Cnemidophyllum lineatum är en insektsart som först beskrevs av Brunner von Wattenwyl 1891.  Cnemidophyllum lineatum ingår i släktet Cnemidophyllum och familjen vårtbitare. Inga underarter finns listade i Catalogue of Life.